# Mikoian-Gurevici MiG-21
Mikoian-Gurevici MiG-21 este un avion de vânătoare din generația a treia, inițial construit de către Biroul Mikoian și Gurevici din Uniunea Sovietică.

## Dezvoltare
Primul avion cu aripă delta (numit Ye-4, scrisă și E-4) zboară în 14 iunie 1956, iar producția MiG-21 și intrarea în serviciu au loc în 1959. Peste 10.000 de aparate MiG-21 au fost construite în fosta URSS precum și, sub licență, în Cehoslovacia, India și China.
Aviației române i-au fost livrate 14 avioane MiG-21PF la 20 ianuarie 1965 și 24 avioane la 18 iulie în același an.

## În România
În februarie 1962 România a achiziționat primele avioane MiG-21 de model MiG-21F-13, care au fost livrate între anii 1962-1963.
Începând cu data de 15 aprilie 2022, România a suspendat toate zborurile militare cu avioanele MiG-21 LanceR din cauza creșterii numărului de accidente și defecțiuni din ultimii 30 de ani.
Ulterior autoritățile au decis reluarea activității cu MiG-21, în ciuda riscurilor.
MApN a decis ca, în anul 2023, toate avioanele MiG-21 LanceR să fie înlocuite de F-16 Fighting Falcon, care fac deja parte din flota Armatei Române. La data de 15 mai 2023, a avut loc ceremonia de retragere a acestor avioane, ultimele exemplare, aflate la Baza 71 Aeriană Câmpia Turzii, respectiv Baza 86 Aeriană Borcea, decolând către Baza 95 Aeriană Bacău, unde vor fi scoase din serviciu.

## Istoricul operațiunilor
MiG-21 a fost văzut frecvent în Războiul din Vietnam și a fost unul din cele mai avansate avioane ale acelui timp. Oricum, foarte mulți dintre piloții nord-vietnamezi experimentați preferau zborul cu MiG-17, din cauza încărcării prea mari a aripii la Mig-21. Cu asemenea încărcare pe aripă, MiG-21 era mai puțin agil și manevrabil decât MiG-17. Folosind aripa delta sovietică au realizat primul lor aparat capabil atât de interceptare cât și vânătoare aeriană. Fiind un avion ușor, putea atinge Mach 2 utilizând o relativ ușoară post-combustie și a fost comparabil cu Dassault Mirage III produs în Franța.
A fost de asemenea utilizat intensiv în conflictele din Orientul Mijlociu în anii 1960 și 1970, de forțele aeriene ale Egiptului, Siriei și Irakului împotriva Israelului. Avionul a fost cu mult depășit de F-15 Eagle (proiectat la 10 ani după MiG 21, pentru a contracara MiG-25-ul). Forțele Aeriene Indiene au utilizat la scară largă acest avion după folosirea lui cu rezultate bune în războiul din 1971. În acest război se remarcă prima luptă aeriană între supersonice, mai exact, între un MiG-21 și un F-104, MiG-ul doborând aparatul de producție americană.
De asemenea MiG 21 a fost folosit și în invazia sovietică asupra Afganistanului, dar este surclasat de mai noile MiG-23 (ultimele variante) și MiG-27.
Ca și multe alte avioane proiectate ca interceptoare MiG-21 avea o rază scurtă de acțiune, la aceasta adăugându-se și un defect de proiectare la nivelul rezervorului de combustibil (dacă consumul depășea două treimi centrul de greutate se deplasa în spate și avionul devenea necontrolabil), de aici rezultând doar 45 de minute de zbor în condiții ideale. Aripa delta a fost excelentă pentru un interceptor cu bune performanțe ascensionale, însă orice viraj duce la pierderea vitezei. Totuși, greutatea redusă a aparatului face ca la o încărcătură de două rachete AA-2 și cu rezervoarele la jumătate să poată urca cu o rată de 17.670 de metri pe minut, comparabil cu prima variantă de F-16.
Din cauza lipsei de informații de la data proiectării și introducerii în serviciul activ, caracteristicile avionului au fost de multe ori încurcate (de către NATO și „blocul vestic”) cu acelea ale aparatelor similare produse de Sukhoi. De exemplu reputata publicație „Jane's All the World's Aircraft 1960-1961” descrie „Fishbed”-ul (numele de cod dat de NATO MiG-ului 21) ca fiind un proiect Sukhoi, și folosește o imagine a Su-9 "Fishpot".

## Caracteristici tehnice

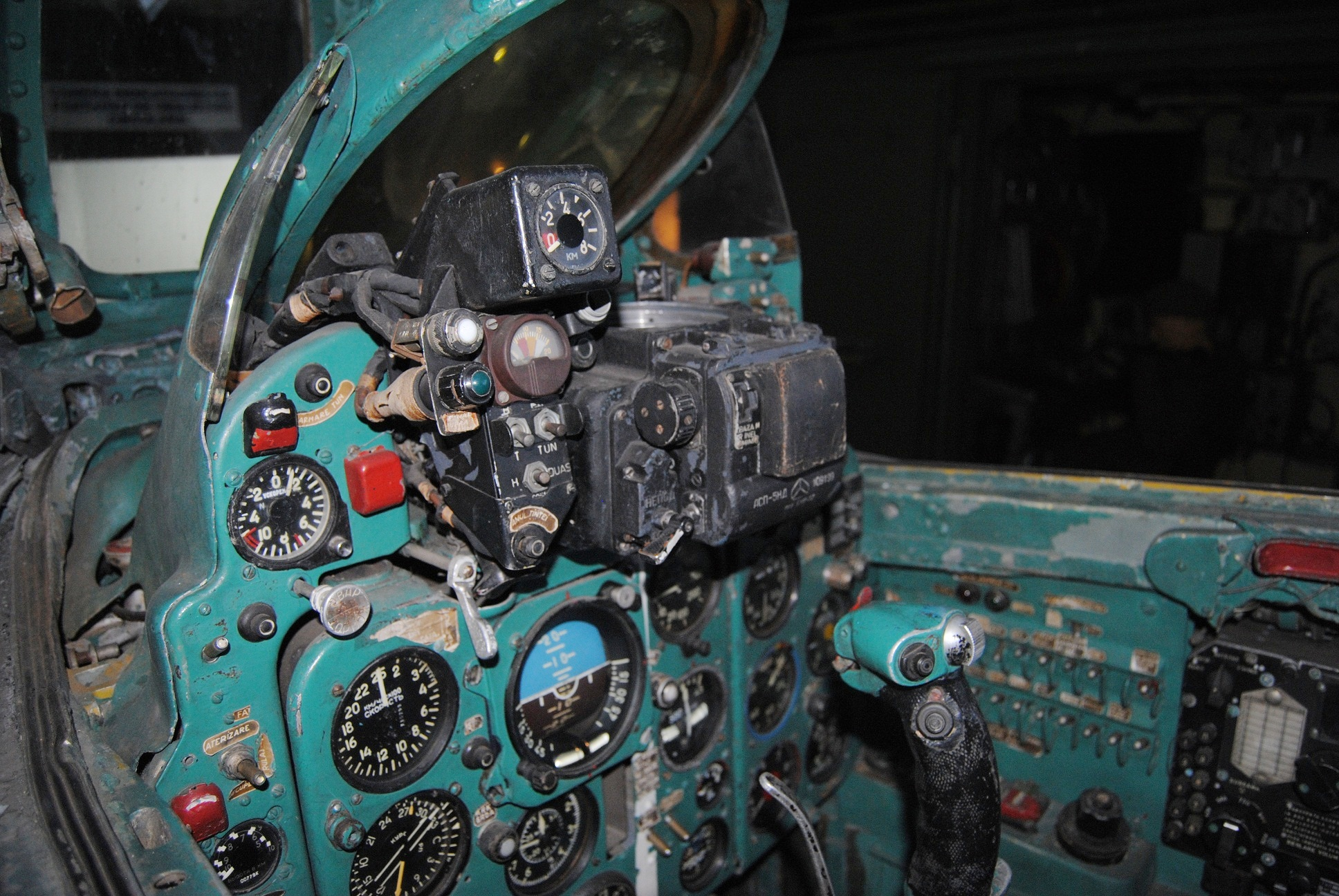
Bordul unui MiG-21

### Dimensiuni
- Echipaj: 1
- Lungime cu sonda pitot: 15,76 m
- Lungime fără sonda pitot: 12,29 m
- Înălțime: 4,13 m
- Anvergură: 7,15 m
- Suprafață aripă: 23 m²
- Alungire aripă: 2,23
- Ecartament: 2,79 m
- Ampatament: 4,71 m

### Masă
- Gol: 5350 kg
- Maximă la decolare: 9400 kg

### Performanță
- Viteză maximă: 2.175 km/h la altitudinea de 13.000 m[6]
- Viteză maximă de urcare la nivelul mării: 7.200 m/minut
- Plafon practic de zbor: 18.200 m
- Distanță la decolare: 800 m

## Propulsie
- Motor cu reacție MNPK Soiuz (Tumanski/Gavrilov) R-13-300 cu un cuplu de 39,92 kN cu postcombustie

## Combustibil și încărcătură
- Cantitate internă de combustibil: 2600 l
- Cantitate externă de combustibil: până la 1470 l în trei rezervoare suplimentare
- Greutate maximă ridicată: 2000 kg

## Armament
- x1 tun de calibrul 23mm (GSh-23L)
- x2 rachete ghidate (K-13A)
- x2 bombe de 500 kg